# Conrad von Aufseß

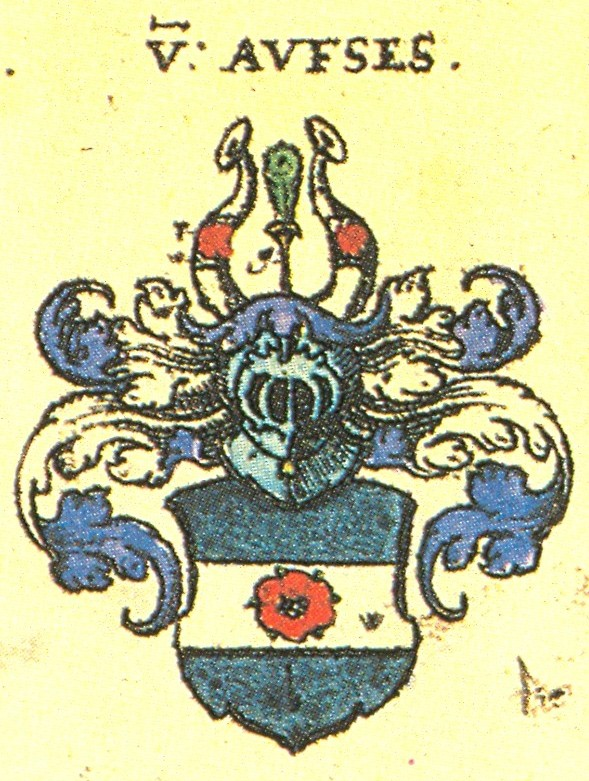
Wappen der Ritter von Aufseß

Conrad von Aufseß (* um 1380; † nach 1422) war Ritter und Amtmann in Hof.

## Leben
Er stammte aus dem Adelsgeschlecht derer von Aufseß. Er erwarb 1412 Schloss Hofeck vom Nürnberger Burggrafen Friedrich. Am 4. Juni 1422 weilte er u. a. neben Graf Oswalt von Truhendingen, Erhart von Machwitz, Hans von Sparneck, Caspar von Waldenfels, Hans von Seebach und Apel von Vitzthum der Ältere auf dem Schloss Schleiz, wo ein Landfriedensbündnis zur Sicherung der Landstraßen gegen Räuberei und Plackerei zwischen  Kurfürst Friedrich von Brandenburg und den Landgrafen Friedrich der Ältere, Wilhelm und Friedrich der Jüngere von Thüringen abgeschlossen und gegenseitige Hilfe zugesagt wurde. Conrad von Aufseß musste sich verpflichten, dafür Sorge zu tragen, dass sein Nachfolger in der Funktion des Amtmanns von Hof sich in Weida zum abgeschlossenen Landfriedensbündnis bekannte.